# Hồ Chí Minh

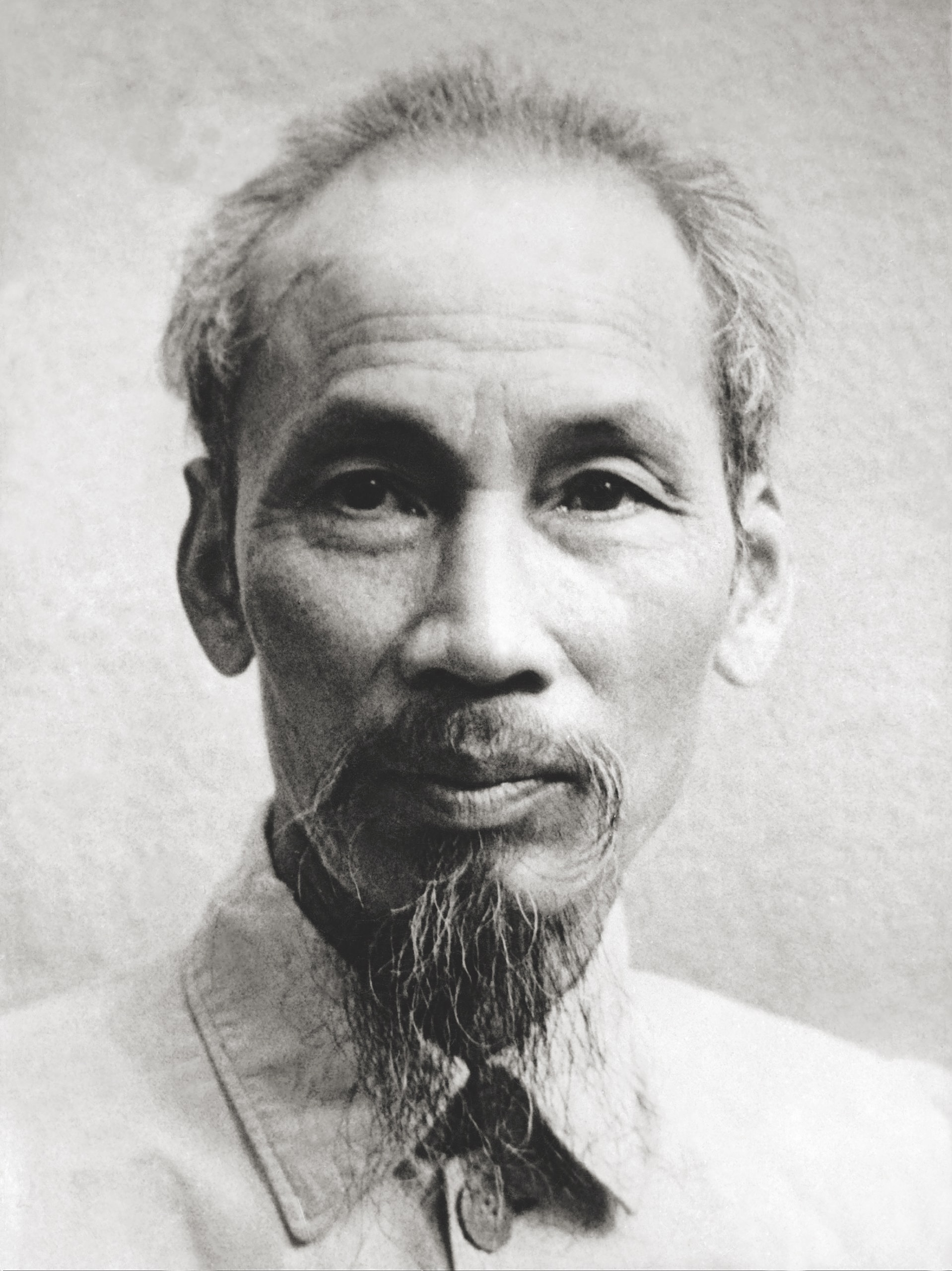
Hồ Chí Minh (1946)

Hồ Chí Minh (Aussprache [hò̤wcǐmɪɲ]; anhörenⓘ; Hán Nôm 胡志明; * 19. Mai 1890 in Kim Liên, Nghệ An als Nguyễn Sinh Cung; † 2. September 1969 in Hanoi) war ein vietnamesischer Revolutionär und marxistisch-leninistischer Politiker, Premierminister (1945–1955) und Präsident (1945–1969) der Demokratischen Republik Vietnam.
Nach mehreren Stationen im Ausland, darunter Paris und Moskau, gehörte Hồ Chí Minh 1930 in Hongkong zu den Gründern der Kommunistischen Partei Indochinas, aus der später die Kommunistische Partei Vietnams hervorging. 1941 wurde er in Vietnam zum Anführer der neu gegründeten Việt Minh, die im Zweiten Weltkrieg gegen die japanischen Besatzer und die vichy-französische Kolonialmacht kämpfte, die mit den Japanern kollaborierte. Nach der Ausrufung der Unabhängigkeit am 2. September 1945 ging der Kampf um Vietnam jedoch weiter: zuerst im Indochinakrieg gegen Frankreich (1946–1954), dann im Vietnamkrieg (1955–1975), dessen Ende Hồ Chí Minh nicht mehr erlebte.
Nach der Wiedervereinigung Vietnams wurde Saigon, die frühere Hauptstadt Südvietnams, 1976 ihm zu Ehren in Ho-Chi-Minh-Stadt umbenannt.

## Name
„Hồ Chí Minh“ war ursprünglich nur einer seiner zahlreichen Decknamen. Er gab sich zu dieser Zeit als chinesischer Journalist aus, behielt den Namen aber später.
Da Hồ Chí Minh bis zu seiner Präsidentschaft viel im Untergrund arbeitete sowie seit seiner ersten Abreise aus Vietnam von der französischen Sûreté (der Sicherheitspolizei) und anderen Geheimdiensten verfolgt wurde, verwendete er ständig neue Namen. Es wird vermutet, dass ihm bis zu 50 Pseudonyme zugerechnet werden können. Erschwert wird die Forschung dadurch, dass Hồ Chí Minh zeitlebens äußerst geheimnisvoll mit seinen Namen und seiner Vergangenheit umging. Selbst zu dem Decknamen Nguyễn Ái Quốc, unter dem er ein bekanntes Komintern-Mitglied in Moskau und Paris gewesen war, wollte er sich später jahrelang nicht bekennen.
Die bekanntesten und wichtigsten sind: sein Kindername Nguyễn Sinh Cung (阮生恭); der Name während seiner Schulzeit und seiner ersten Schiffsreisen um die Welt: (tự, 字) Nguyễn Tất Thành (阮必成, Nguyễn muss [sein Ziel] erreichen). Nach dem Ersten Weltkrieg, als er in Frankreich politisch aktiv wurde, tat er dies unter dem Namen Nguyễn Ái Quốc (阮愛國, Nguyễn liebt sein [Vater]land oder: „Nguyễn der Patriot“); und schließlich seit 1942 Hồ Chí Minh (胡志明, Hồ klarer Wille). In Vietnam wird er auch heute noch Bác Hồ (伯胡, Onkel Hồ) genannt. Weitere Pseudonyme waren unter anderem Lý Thụy (李瑞), Hồ Quang (胡光) und Tống Văn Sơ bzw. Sòng Wénchū (宋文初).

## Leben

### Geburt
Nguyễn Sinh Cung wurde vermutlich am 19. Mai 1890 in dem kleinen Dorf Kim Liên in der mittelvietnamesischen Provinz Nghệ An als jüngstes von drei Geschwistern geboren. Er gab später im Laufe seines Lebens immer wieder verschiedene Geburtsdaten an, die von 1894 bis 1903 reichen. Das Jahr 1890 gilt mittlerweile als die „offizielle“ Version, die zwar noch immer von einigen Forschern angezweifelt wird, aber aufgrund einiger bekannter Ereignisse aus der Kindheit als plausibel angesehen werden kann.
Auch über den Tag seiner Geburt besteht in der Forschung Uneinigkeit. Es ist gut möglich, dass der 19. Mai absichtlich mit jenem Datum zusammenfällt, an dem 1941 der Việt Minh gegründet wurde. Da im ländlichen Vietnam zudem oft keine Aufzeichnungen über Geburtstage gemacht wurden, ist ebenso denkbar, dass Hồ Chí Minh seinen Geburtstag selbst nicht kannte.

### Kindheit und Jugend in Vietnam
Hồs Vater Nguyễn Sinh Sắc war ein konfuzianischer Gelehrter, der es bis zum Äquivalent einer Doktorprüfung schaffte, was für Angehörige der Landbevölkerung ungewöhnlich war. Nguyễn Sinh Sắc schlug jedoch lange Zeit bewusst nicht den Weg einer bürokratischen Laufbahn ein, sondern blieb für ein bescheidenes Gehalt Lehrer in seiner Heimatregion. Für Nguyễn Sinh Sắc war dies auch eine Form des Protests gegen die französische Kolonialverwaltung. Da er stark vom Konfuzianismus geprägt war, lehnte Nguyễn Sinh Sắc aber eine Auflehnung gegen die eigentliche vietnamesische königliche Obrigkeit oder gar eine Revolution vehement ab. Er überwarf sich später deswegen mit seinem Sohn.
Nguyễn Sinh Cung (Hồ Chí Minh) wurde von Zeitgenossen als wissbegieriger, gelehriger Schüler beschrieben, der schon in jungen Jahren eine Abneigung gegen die französische Besatzung zeigte, aber darüber hinaus weitgehend unpolitisch blieb. Mit Eintritt in das Schulalter erhielt er von seinen Eltern den Namen „Nguyễn Tất Thành“.
Bei einer Bauerndemonstration gegen die Steuern und die Lebensumstände unter dem Kolonialregime in der Königsstadt Huế, in die der Vater mit den Söhnen schließlich 1906 gezogen war, schloss sich Nguyễn Tất Thành den Bauern an, um zwischen Vietnamesen und Franzosen zu dolmetschen. Thanh besuchte zu diesem Zeitpunkt eine französische Schule. Da weder Bauern noch Obrigkeit zu Zugeständnissen bereit waren, endete die Demonstration im Kugelhagel französischer Soldaten. Nguyễn Tất Thành wurde als „Aufrührer“ am folgenden Tag der Schule verwiesen.

### Reisen in Europa und in die Vereinigten Staaten
Vermutlich durch dieses Ereignis erst recht politisiert, zog Nguyễn Tất Thành erst nach Sàigòn und heuerte schließlich auf einem französischen Dampfer an, um Frankreich zu sehen. Noch immer hatte er keine konkrete Vorstellung, wie und in welcher Weise man gegen die Kolonialherrschaft vorgehen könne. Vereinzelte vietnamesische Intellektuelle stritten schon damals über einen „gewaltsamen“ und einen „reformistischen“ Weg. Nguyễn Tất Thành erklärte damals Begleitern, er wolle die Okkupatoren besser verstehen lernen und müsse dazu Frankreich kennenlernen. 1911, im Alter von 21 Jahren, verließ Nguyễn Tất Thành Vietnam.
Über seine Reisezeit liegt vieles im Dunkeln. Neben mehreren kurzen Stationen in Frankreich lebte er sowohl einige Zeit in New York und Boston als auch in England. In London arbeitete er dabei als Küchengehilfe im Carlton-Hotel unter dem Küchenchef Auguste Escoffier. Vermutlich 1917 kehrte er nach Frankreich zurück. Ab 1919 ist sein Leben wieder besser dokumentiert, da die französische Geheimpolizei seine Spur aufgenommen hatte.

### Politische Sozialisation in Frankreich

Hồ Chí Minh im Jahr 1921. In seiner Pariser Zeit war er unter dem Namen Nguyễn Ái Quốc bekannt.

In Paris schloss sich Nguyễn Tất Thành der Section Française Internationale Ouvrière (SFIO), einem Vorläufer der sozialistischen Partei Frankreichs (Parti socialiste) an, sowie der „Association des Patriotes Annamites“ (Gemeinschaft der annamitischen Patrioten), einem Verein, der sich an Vietnamesen richten sollte, die in Frankreich leben.
Die Gründung der Association fiel in eine Zeit, in der sich im Zuge der Vorschläge des US-Präsidenten Woodrow Wilson zahlreiche koloniale Organisationen in der Hoffnung auf verbesserte politische Mitsprache zusammenschlossen. Am 18. Juni 1918 veröffentlichte die Association eine Petition, in der Nguyễn Tất Thành forderte, Wilsons Ideen müssten auch für die französischen Kolonien in Indochina verwirklicht werden. Der Ton der Petition war moderat; der Begriff „Unabhängigkeit“ kam nicht vor. Nguyễn Tất Thành schrieb den Text vermutlich nicht allein, sollte aber für die folgenden drei Jahrzehnte als jener „Nguyễn Ái Quốc“ („Nguyễn, der Patriot“) bekannt werden, dessen Name unter der Petition stand. Der Text erregte Aufsehen, blieb jedoch sowohl national als auch bei den Friedensverhandlungen von Versailles folgenlos.
Als die Sozialisten sich in einen moderaten Flügel um Léon Blum und einen radikalen Flügel mit Marcel Cachin spalteten, sympathisierte Nguyễn Ái Quốc mit den Radikalen. Seine Zeitgenossen bemerkten später, Nguyễn Ái Quốc habe zu diesem Zeitpunkt noch praktisch nichts über Marxismus oder den Unterschied zwischen Zweiter und Dritter Internationale gewusst. Seine Sympathie für Sozialdemokratie und Marxismus speiste sich aus der Antipathie gegen die europäischen Kolonialherrscher, deren Herrschaft aus seiner Sicht auf Kapitalismus und Imperialismus beruhten. Erst der Kontakt mit Lenins Schriften zu dieser Zeit machte Nguyễn Ái Quốc zu einem Anhänger der marxistischen Revolution. Auf dem Zweiten Komintern-Kongress 1920 hatte Lenin erklärt, im Kampf gegen den Kapitalismus müssten sich die kommunistischen Parteien mit den demokratisch-antikolonialen Strömungen in den Kolonien verbünden: Die Macht der kapitalistischen Staaten basiere auf dem wirtschaftlichen Vorteil durch ihre Kolonien. Er traf damit einen Nerv bei Nguyễn Ái Quốc.
In der Zeitung L’Humanité veröffentlichte Nguyễn Ái Quốc mehrere kritische Artikel gegen die Ergebnisse der französischen Kolonialherrschaft in Indochina und warb unter den französischen Sozialisten fortan heftigst darum, das Thema der Kolonien zu forcieren. Als die radikale Fraktion unter der Führung von Cachin sich schließlich 1920 zur ersten französischen kommunistischen Partei zusammenschloss, gehörte Nguyễn Ái Quốc zu den Gründungsmitgliedern. 1922 gründete er die „Union Intercoloniale“, einen Bund, der Mitglieder aus den Kolonien vereinen sollte. Die Union erwies sich wegen der unterschiedlichen Interessen ihrer weltweiten Mitglieder als wenig effektiv.
1922 gründete er auch die Zeitung Le Paria, in welcher er in französischer Sprache auf die Grausamkeiten des Kolonialismus aufmerksam machen wollte. Zeitweise sorgte er selbst für die Verteilung der Publikation auf der Straße. Die Zeitung wurde noch drei Jahre nach seinem Weggang aus Paris fortgeführt.

### Als Revolutionär in Moskau, Kanton und Hongkong
In der UdSSR verfolgte er weiterhin seinen Ansatz, die bäuerliche Bevölkerung in den Kolonien als zentralen Baustein einer Weltrevolution zu verteidigen. Er ließ sich dafür in mehrere Gremien wählen und begann seine Ausbildung an der Kommunistischen Universität der Werktätigen des Ostens in Moskau. Auf dem fünften Komintern-Kongress im Juni 1924 unterstrich er öffentlich seine Sichtweise und verglich die Kolonien mit dem „Kopf der Schlange des Kapitalismus“: Das „Gift“ und die „Lebensenergie“ der westlichen Länder lägen in ihren Kolonien, nicht in den Mutterländern. Gleichzeitig seien die Bauern vor Ort zu schwach und zu unorganisiert und benötigten dringend die Hilfe der Kommunistischen Internationalen, so Hồ Chí Minh.
Nguyễn Ái Quốcs Rede schlug sich nicht in einer veränderten Politik Moskaus nieder, aber führte zumindest dazu, dass die kommunistischen Führer der Kolonie-Frage mehr Aufmerksamkeit widmeten und verstärkt auch asiatische Schüler an die Stalinschule holten. Nguyễn Ái Quốc selbst wurde in der UdSSR endgültig zu einer bekannten Persönlichkeit. Er traf während dieser Zeit unter anderem auf Nikolai I. Bucharin, Ernst Thälmann, Zhou Enlai, Chiang Kai-shek und den Inder M. N. Roy.

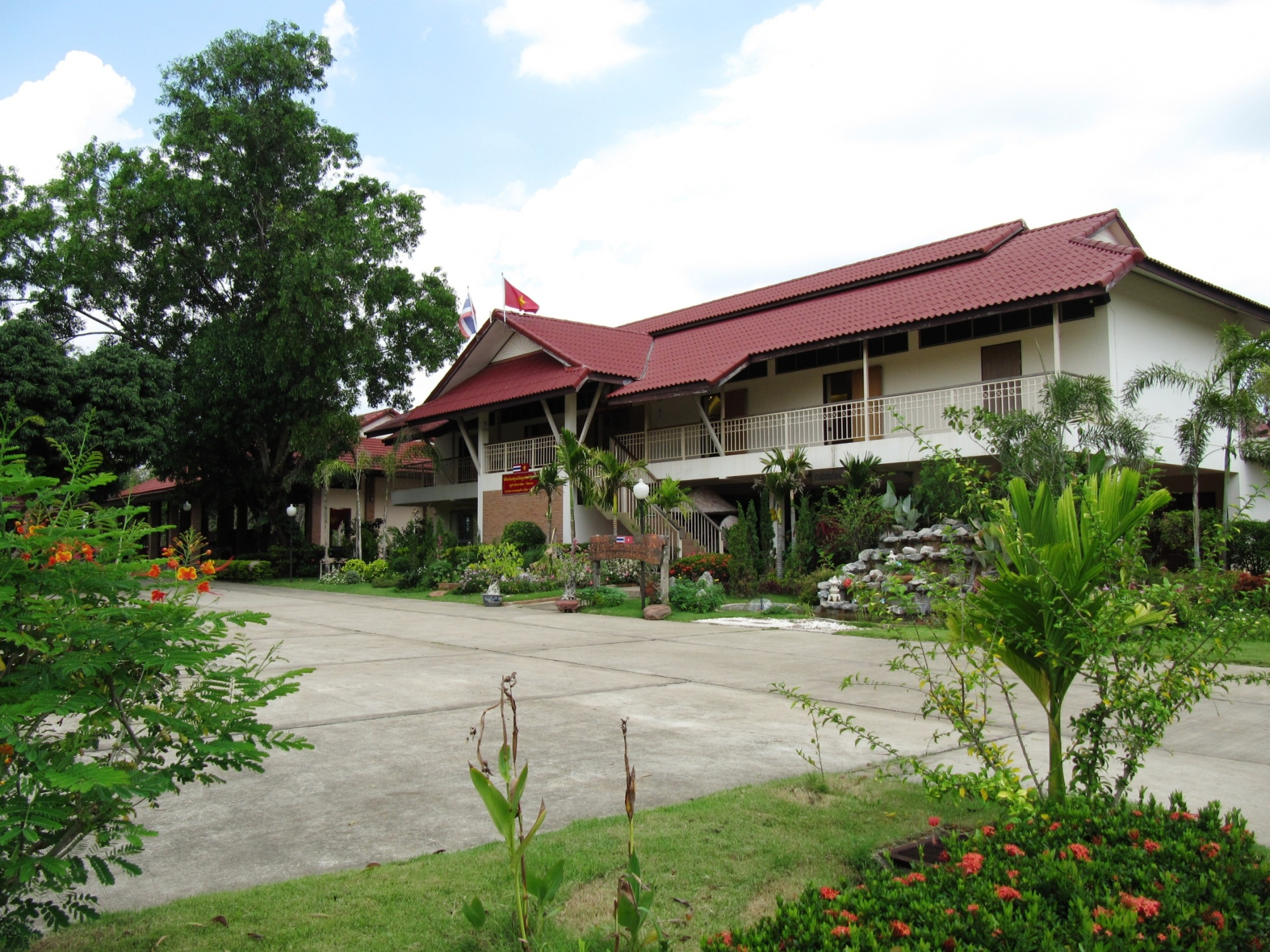
Gedenkhaus für Hồ Chí Minh in Ban Nachok, Nakhon Phanom, Thailand

1925 und 1926 organisierte er politischen Unterricht für vietnamesische Jugendliche an der Whampoa-Militärakademie in Kanton, die 1924 von der Kuomintang eröffnet worden war. Er gab auch selbst Kurse in sozialistischer Politik für die jungen Vietnamesen, die wenige Jahre später an der Begründung der kommunistischen Bewegung in Vietnam mitwirkten.
Im Oktober 1926 heiratete er im Alter von 36 Jahren eine katholische Chinesin, die 21-jährige Hebamme Tăng Tuyết Minh (Céng Xuěmíng 曾雪明). Sie lebten ein halbes Jahr zusammen, bis er im April 1927 China verließ. Die Ehe wurde später von den vietnamesischen Kommunisten geheim gehalten, da sie nur schlecht in das idealisierte Bild ihres „Vaters der Nation“ passte.
Nach Angaben des ehemaligen deutschen Kommunisten und späteren Sozialdemokraten Erich Wollenberg war Hồ Chí Minh entscheidend beteiligt an der Herstellung einer Anleitung für kommunistische Aufstände, die 1928 in Moskau gedruckt wurde (Der bewaffnete Aufstand. Versuch einer theoretischen Darstellung), aber im Impressum Zürich aufwies, um das Werk als legalen Druck erscheinen zu lassen. Der Autorentitel „A. Neuberg“ steht gleichfalls für Hồ, ebenso aber auch für Hans Kippenberger und Michail N. Tuchatschewski.
Im Februar 1930 gründete Hồ Chí Minh die Kommunistische Partei Indochinas, aus der die heutige Kommunistische Partei Vietnams hervorging. Im Juni 1930 wurde Hồ Chí Minh von den britischen Behörden in Hongkong verhaftet, kam jedoch unter bisher ungeklärten Umständen wieder frei und arbeitete daraufhin für die Komintern. Die französischen Kolonialbehörden hatten Hồ Chí Minh in der Zwischenkriegszeit in Abwesenheit zum Tode verurteilt. Sein Heimatdorf wurde im selben Jahr als Reaktion der französischen Kolonialbehörden auf einen lokalen Aufstand zerstört.

### Zweiter Weltkrieg, Unabhängigkeit Vietnams

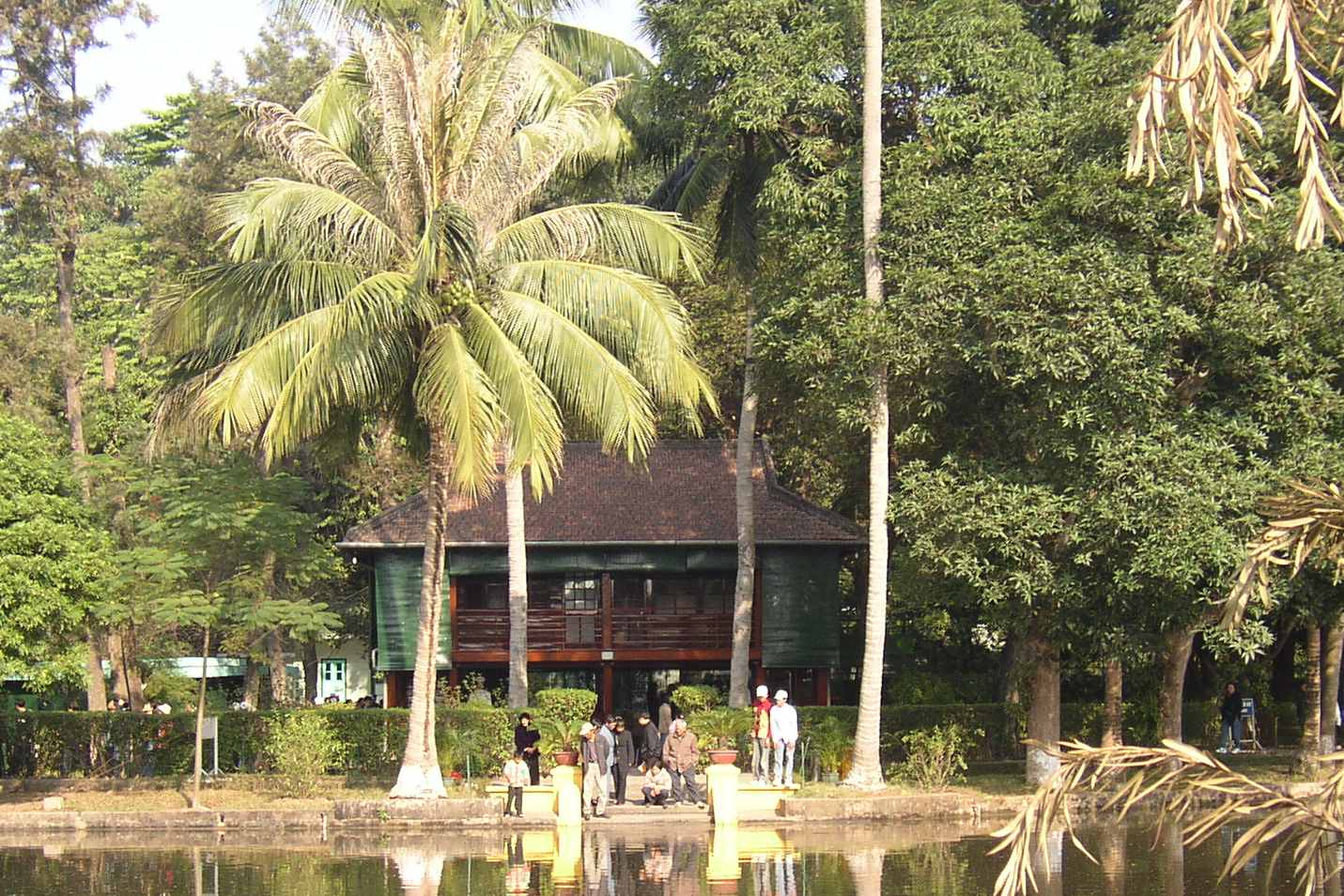
Hồ Chí Minhs Wohnhaus in Hanoi

1941 kehrte Hồ Chí Minh nach Vietnam zurück. Er war an der Gründung der Việt Minh beteiligt und wurde zu ihrem Anführer. Im Zweiten Weltkrieg leitete er ihre militärischen Operationen gegen die japanischen Besatzungstruppen und gegen die mit den Japanern kollaborierende und dem Vichy-Regime unterstehende Kolonialverwaltung Indochinas. Während des fünfmonatigen Kampfes gegen die japanische Besatzung von März bis zum 15. August 1945 wurden die Việt Minh offizielle Verbündete der Alliierten und vom Office of Strategic Services (OSS) logistisch unterstützt. Hồ Chí Minh wurde unter dem Decknamen „Lucius“ für diese Zeit in die Dienste des OSS aufgenommen.
Nach der Kapitulation Japans leitete Hồ Chí Minh die Augustrevolution, die in der Ausrufung der Unabhängigkeit Vietnams von Frankreich am 2. September 1945 endete. Zugleich wurde Hồ Chí Minh Premierminister (bis 1955) und Präsident der Demokratischen Republik Vietnam.
Gemäß der Potsdamer Konferenz vom Juli 1945 besetzten ab September 1945 britische und nachfolgend französische Truppen Südvietnam, wobei es zu heftigen Kämpfen mit den Việt Minh kam. Obwohl fünf Monate später der französische Generalmajor Leclerc den Sieg verkündete, kontrollierten die Việt Minh weiterhin große Teile des Südens, vor allem auf dem Land. Währenddessen wurde Vietnam nördlich des 17. Breitengrads von der Besatzungsmacht Nationalchina ausgebeutet. Nachdem Frankreich mit China ein Übereinkommen getroffen hatte, stand auch die Besetzung Nordvietnams durch französische Truppen bevor. Um einen gleichzeitigen Kampf gegen Franzosen und Nationalchinesen zu vermeiden, handelte Hồ mit dem Abgesandten de Gaulles, Jean Sainteny, am 6. März 1946 einen Kompromiss aus. Danach erkannte Frankreich Vietnam als „freien“ Staat innerhalb der Französischen Union an, während Hồ Chí Minh zusicherte, für die nächsten fünf Jahre die französische Kontrolle Nordvietnams anzuerkennen. Er begründete dies mit den Worten:

„Was mich angeht, ziehe ich es vor, fünf Jahre französischen Mist zu riechen, als für den Rest meines Lebens chinesischen zu essen.“

### Indochinakrieg

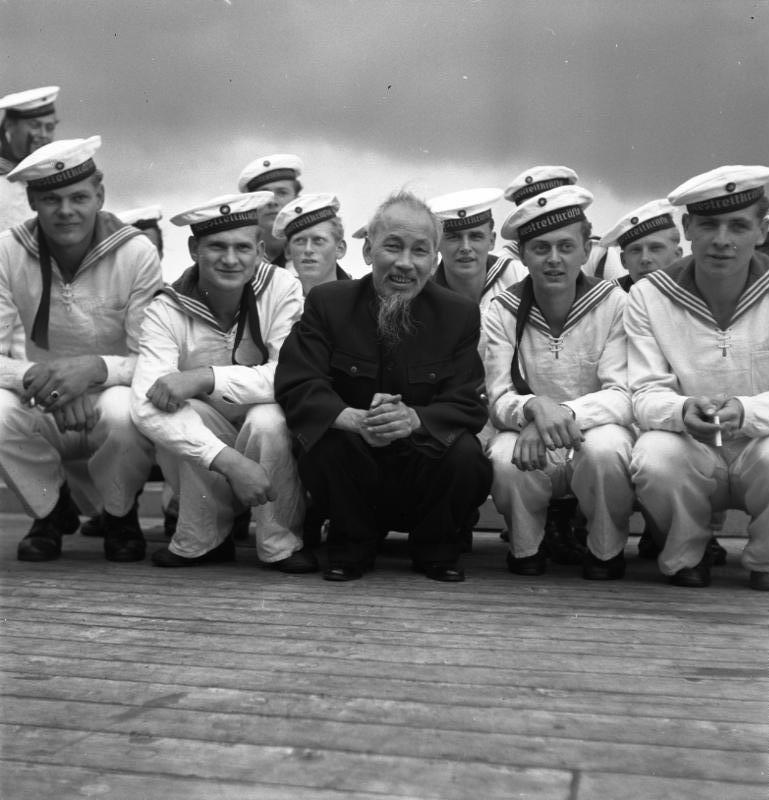
Hồ Chí Minh 1957 bei einem Staatsbesuch in der DDR mit Matrosen der Volksmarine (damals noch „Seestreitkräfte“) in Stralsund

1946 versuchten die Franzosen, Vietnam wieder zu besetzen. Am 23. November bombardierten sie Hải Phòng, wobei 6000 Zivilisten ums Leben kamen. Daraufhin gab Hồ dem Druck der Hardliner innerhalb der Việt Minh nach und der landesweite Kampf gegen die französische Kolonialherrschaft nahm seinen Anfang. Der Indochinakrieg dauerte bis 1954 an.
Zwischen 1953 und 1956 führte das nordvietnamesische Regime verschiedene Reformen ein, darunter Mietsenkungen und Landreformen, welche zum Teil von politischer Repression begleitet wurden. Während der Landreformkampagne wurden zwischen 10.000 und 15.000 Menschen hingerichtet.

### Vietnamkrieg
Nach dem Indochinakrieg ging der Kampf um die Vereinigung und Befreiung Vietnams vom Einfluss der Kolonialmächte ununterbrochen weiter. Auch im Vietnamkrieg (1955 bis 1975) gehörte Hồ Chí Minh zu den treibenden Kräften bei den Versuchen, Nordvietnam und Südvietnam wiederzuvereinigen. 1965 griffen die USA in den Krieg ein und unterstützten das Regime in Südvietnam. Hồ Chí Minh richtete die Trường-Sơn-Straße für den heimlichen Materialtransport von Nord- nach Südvietnam ein. Dieses Netz von militärischen Versorgungswegen wurde im Westen als Ho-Chi-Minh-Pfad bekannt.
In den 1960er Jahren zog sich Hồ Chí Minh altersbedingt zunehmend aus der politischen Entscheidungsfindung zurück. An seiner Stelle führten nun Premierminister Phạm Văn Đồng, der Erste Parteisekretär Lê Duẩn und das Politbüro faktisch die Regierungsgeschäfte.
Hồ Chí Minh starb am 2. September 1969, zugleich der vietnamesische Unabhängigkeitstag, in Ba Vì, heute Verwaltungsgebiet Hanoi, im Alter von 79 Jahren an Herzversagen. Die kommunistische Führung verlegte das Todesdatum zunächst auf den 3. September, was man erst in den 1980er Jahren korrigierte.

## Wirkung

### Bedeutung
Hồ Chí Minh erlangte mit seinem Einsatz für die Befreiung Vietnams vom Einfluss der Kolonialmächte auch über Vietnam und Asien hinaus einen weltweiten Bekanntheitsgrad. Zusammen mit Mao Zedong und dem argentinisch-kubanischen Revolutionär Che Guevara gilt er bis heute als einer der bedeutendsten Praktiker des modernen Guerillakampfs. Ebenso wie für viele internationale Befreiungsbewegungen galt er auch für die aufständischen Studenten der westlichen Industriegesellschaften Mitte bis Ende der 1960er Jahre als wichtige Symbolfigur und revolutionäres Vorbild (vgl. Außerparlamentarische Opposition und Westdeutsche Studentenbewegung der 1960er Jahre). Der „Schlachtruf“ Ho-Ho-Ho-Chi-Minh! war ein Kennzeichen vieler Demonstrationen der 1968er-Bewegung.
Durch seinen bescheidenen, die marxistisch-leninistische Theorie in die eigene tägliche Praxis umsetzenden Lebensstil (er lebte in einer Hütte neben dem Regierungsgebäude), der Forderung nach politischer Partizipation der Bauern und nach Gleichberechtigung von Frauen und Männern wurde er zur personifizierten Revolution und glaubwürdigen nationalen Vaterfigur.
Die US-Zeitschrift Time zählte ihn 1998 zu den 100 einflussreichsten Menschen des 20. Jahrhunderts.

### Personenkult

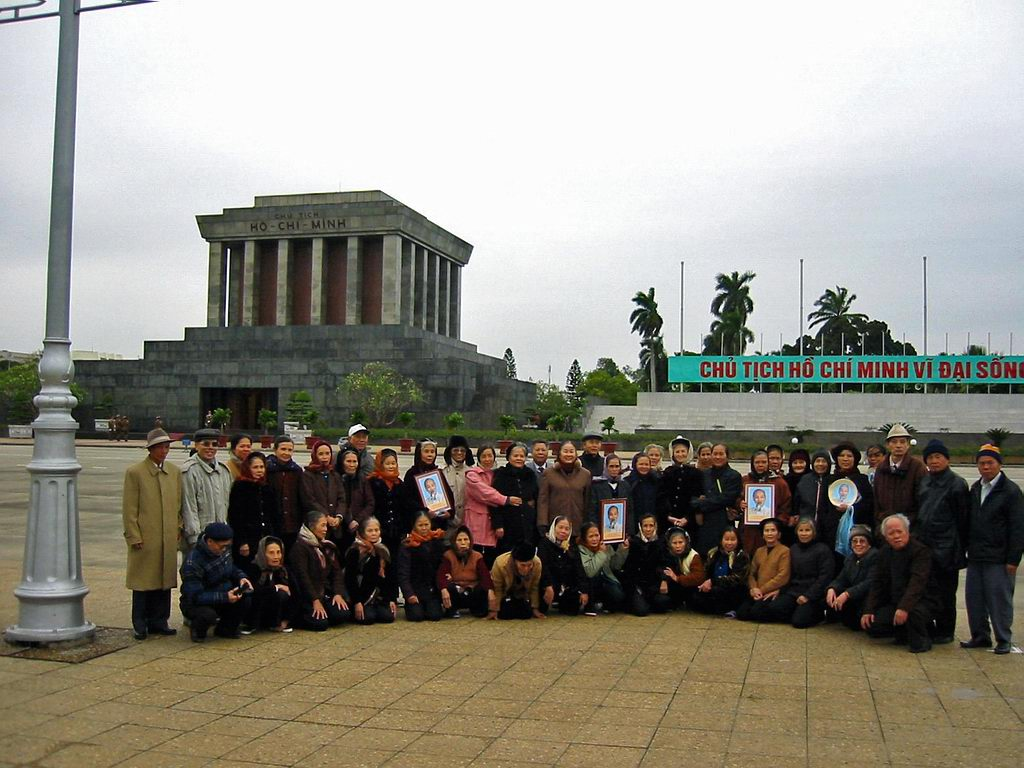
Eine Gruppe von Kriegsveteranen vor dem Hồ-Chí-Minh-Mausoleum

Hồ Chí Minh war für einen einfachen Lebensstil, Bescheidenheit und Integrität bekannt, aber sowohl während seiner Präsidentschaft wie auch nach seinem Tod das Zentrum eines großen Personenkults. In Hanoi wurde ein Mausoleum im Stil des Lenin-Mausoleums errichtet, wo sein einbalsamierter Leichnam gegen seinen Willen ruht (er wollte, dass seine Leiche verbrannt und die Asche in Nord-, Mittel- und Südvietnam vergraben wird). Das Mausoleum wurde 1975 eingeweiht und steht in der Nähe des Platzes, an dem Hồ Chí Minh am 2. September 1945 die Unabhängigkeitserklärung öffentlich verlas.
1976 wurde die Stadt Saigon ihm zu Ehren in Ho-Chi-Minh-Stadt umbenannt.

## Rezeption in der Kunst

### In der Musik
Der Komponist Günter Kochan komponierte die Kantate Das Testament von Ho chi Minh (1970) für Sprecher, Kammerorchester und neun Instrumente.
Dieter Salbert komponierte „… aber der Geist entkommt“ – Freiheitskantate nach dem Gefängnistagebuch des Ho Chi Minh für Sopran, Sprecher, Sprechchor, 6 Bläser, 4 Streicher, 3 Tasteninstrumente und Schlagzeug (1970/71), uraufgeführt am 8. Juni 1971 im Rahmen der Ars Nova Tage des Bayerischen Rundfunks / Studio Nürnberg, Übersetzung aus dem Englischen von Arnfried Astel, Musikverlag Zahoransky.
Victor Jara schrieb das Lied El Derecho de Vivir en Paz des gleichnamigen, 1971 veröffentlichten Albums in Gedenken an Hồ Chí Minh. Der Titel wurde 2019 während der sozialen Proteste in Chile zu einer Protesthymne.
Terry Callier benannte den Titel Ho Tsing Mee (A Song of the Sun) seines 1972er Albums What Color is Love? nach Hồ Chí Minh

### In der bildenden Kunst
- Heinrich Drake: Hồ Chí Minh (Porträtbüste, Bronze, 1958)[28]
- Tran Nguyen Dan: Hồ Chí Minh (Farbholzschnitt; 39 × 28 cm, um 1973)[29]

## Publikationen
- Nhật ký trong tù / Yù zhōng rìjì 獄中日記 (Gefängnistagebuch: Gedichte, verfasst 1942–1943 in klassischem Chinesisch). Deutsche Übersetzung von Erhard und Helga Scherner: Gefängnistagebuch. Heras-Verlag, Berlin 2020.